# Koruna československá

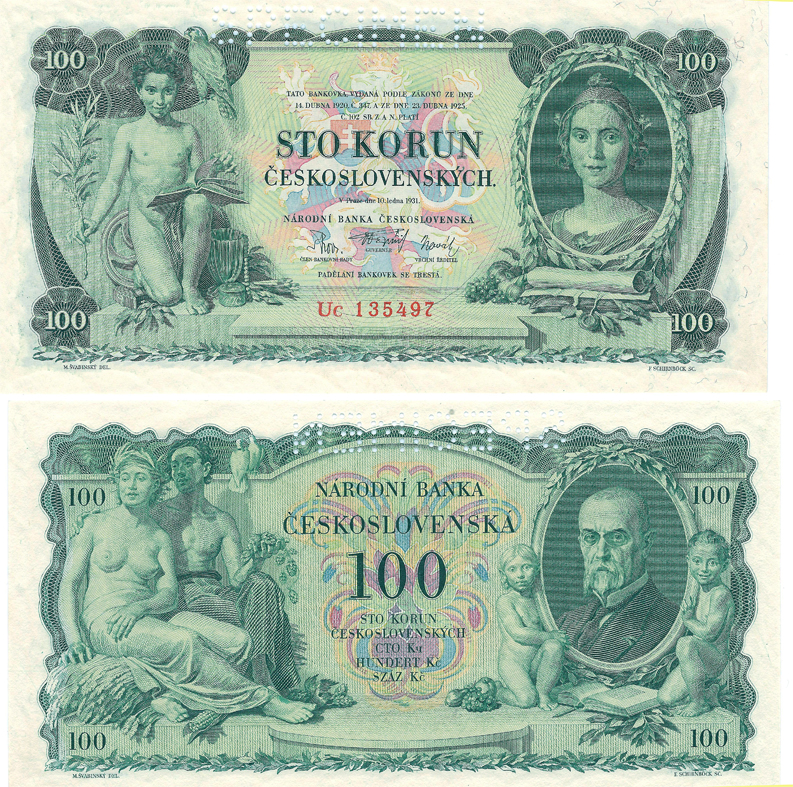
Československá stokorunová bankovka z roku 1931, jejímž autorem byl Max Švabinský

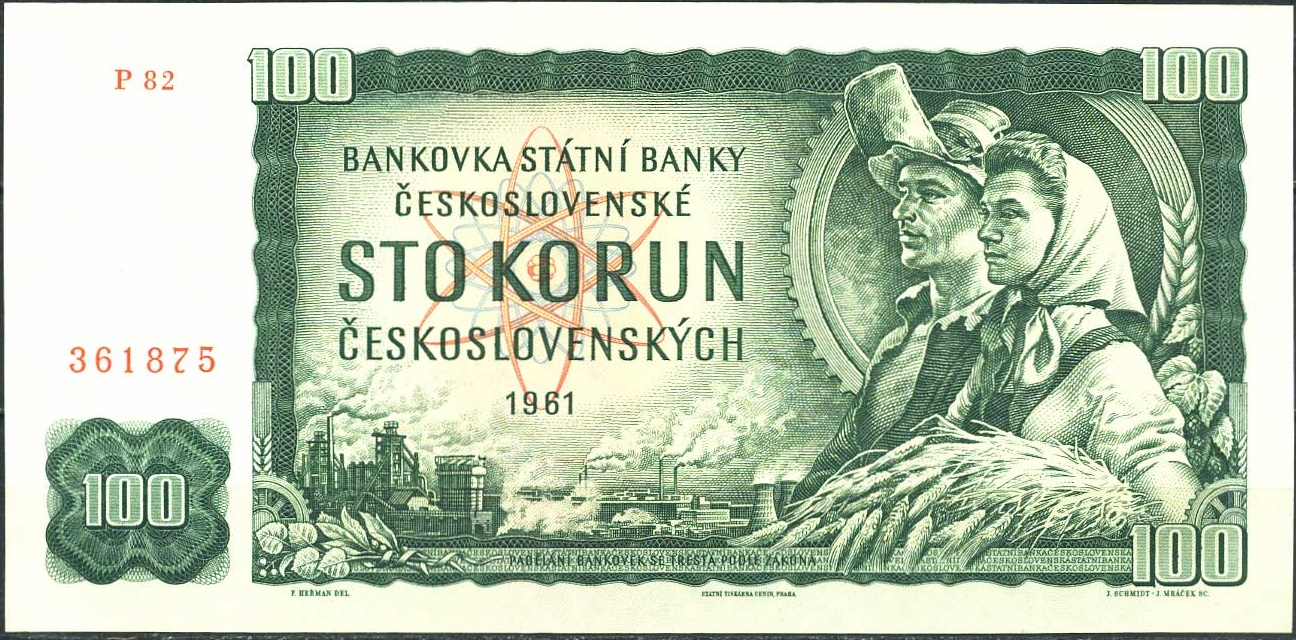
Československá stokoruna (1961)

Koruna československá (v období první republiky zkratka Kč, v období druhé republiky K, od roku 1945 Kčs, mezinárodně v ISO 4217 CSK) byla měna, která platila v Československu od roku 1919. Koruna se dále dělila na 100 haléřů. Zpočátku obíhaly i drobné haléřové mince (za první republiky dvouhaléře, po roce 1953 dokonce jednohaléře a tříhaléře), avšak s postupující inflací nejdrobnější mince postupně mizely z oběhu. V roce zániku ČSFR 1992 byl již nejmenší reálně obíhající mincí pětihaléř. Po rozdělení Československa v roce 1993 na Českou republiku a Slovenskou republiku došlo i k rozdělení měny na korunu českou a slovenskou korunu.

## Název měny
Název koruna jakožto symbol monarchie razící mince byl od středověku častý; používá ho většina skandinávských států (Dánsko, Norsko, Švédsko, Island, do přechodu na euro na konci roku 2010 Estonsko), do konce roku 2008 Slovensko. Na českém území byla zavedena rakousko-uherská koruna měnovou reformou 2. srpna 1892 jako polovina předchozího zlatého. Po vyhlášení Československé republiky byl název nakonec zachován (uvažovalo se např. o názvech frank, hřivna nebo sokol), Rakousko naopak později (rok 1925) název měny změnilo na šilink a Maďarsko od roku 1926 používalo měnu jménem pengő.

## Koruna za první republiky

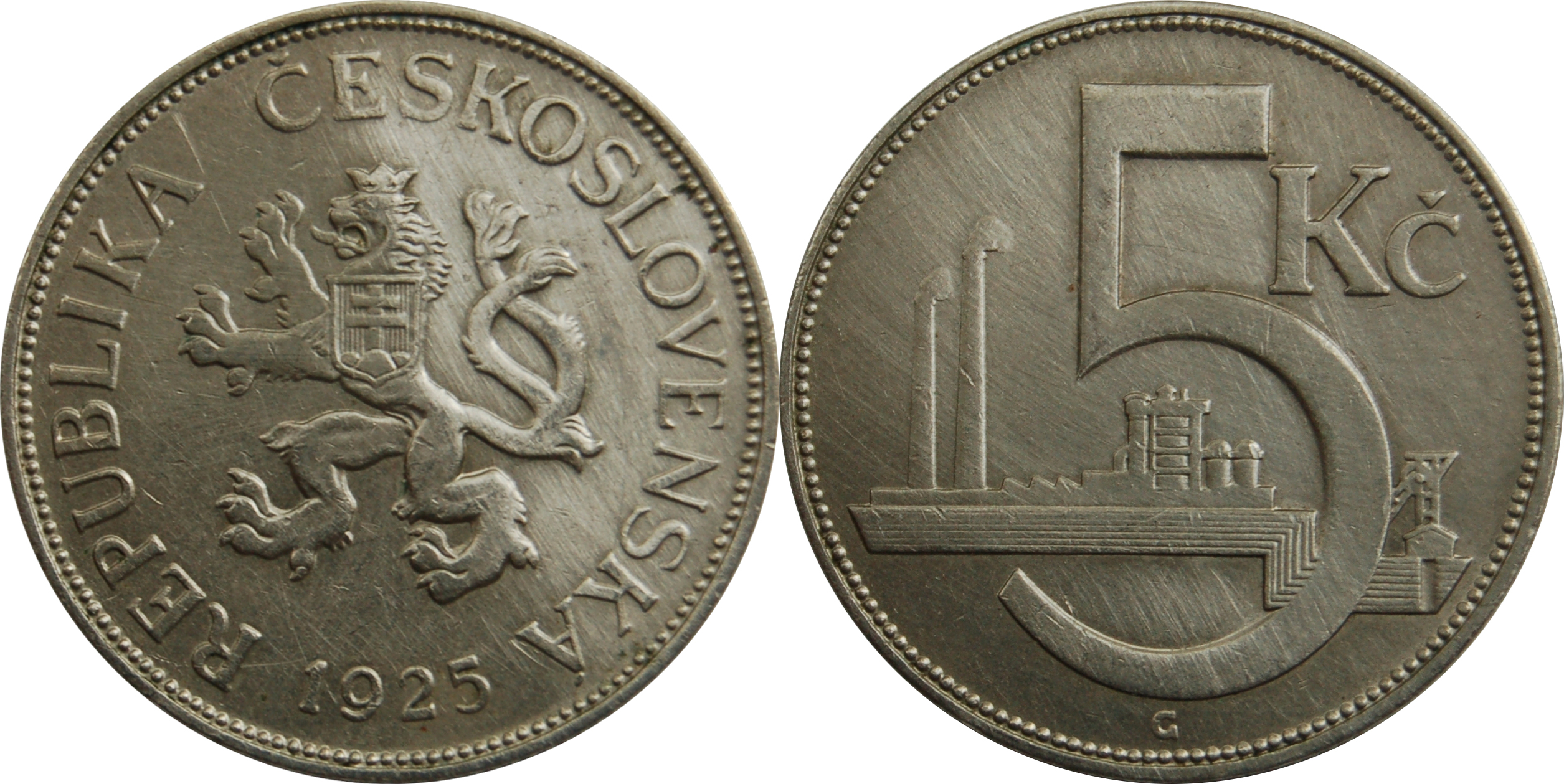
Prvorepubliková mince o hodnotě 5 korun československých

Československá koruna byla ustavena zákonem č. 84 z 25. února 1919, na jehož základě byly mezi 3. až 19. březnem 1919 staženy a okolkovány rakousko-uherské bankovky, které byly postupně až do července 1920 vyměňovány za nové československé státovky. Prvním penízem nového státu byla stokorunová státovka z 15. dubna 1919. Prvními mincemi byly dvacetihaléř a padesátihaléř s ročníkem ražby 1921 vydané v únoru 1922. První korunová mince byla do oběhu uvolněna také v roce 1922 (platila od 31. května 1922 do 31. května 1953). První skutečnou bankovkou (nikoli státovkou) byla dvacetikoruna s datem 1. října 1926, ale do oběhu se dostala až v březnu 1927.
14. dubna 1920 byl přijat zákon o bance cedulové, který předcházel vzniku centrální banky, která však definitivně vznikla až 21. března 1926 a svoji činnost zahájila až 1. dubna 1926. Prvním guvernérem se stal Vilém Pospíšil, který byl do té doby vrchní ředitel Městské spořitelny pražské a byl též přítelem Aloise Rašína a přední finanční odborník v zemi.
Národní banka byla založena jako akciová společnost se základním jměním 4 000 000 Kč ve zlatě. Československá koruna byla tehdy založena na zlatém standardu a byla považována za pevnou a kvalitní měnu.
Poté byly vydány bankovky I. a II. série, které se v tu dobu řadily mezi nejkrásnější (a poměrně snadno padělatelné) oběžné bankovky na světě. Spolupracovali na nich např. Alfons Mucha, Max Švabinský, Otto Gutfreund a mnozí další významní umělci. Mezi nejznámější výtvarníky mincí patřil tehdy Otakar Španiel.

## Vznik protektorátu a druhá světová válka

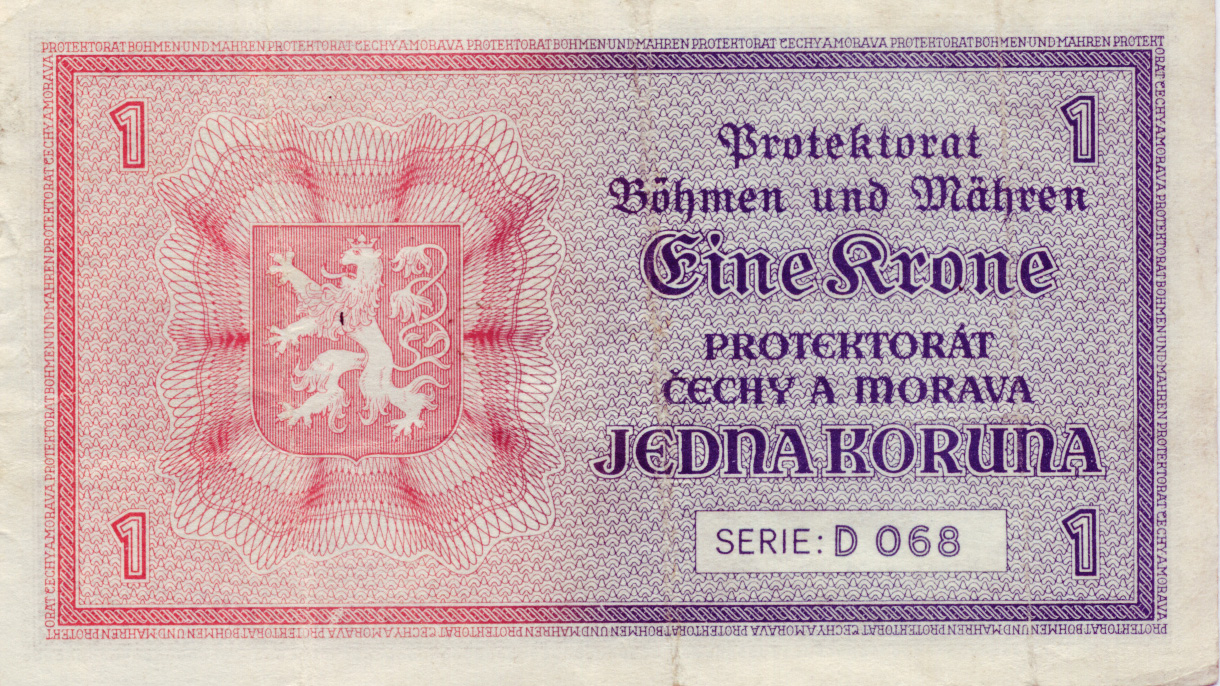
Protektorátní koruna, rubová strana, 1939–1941

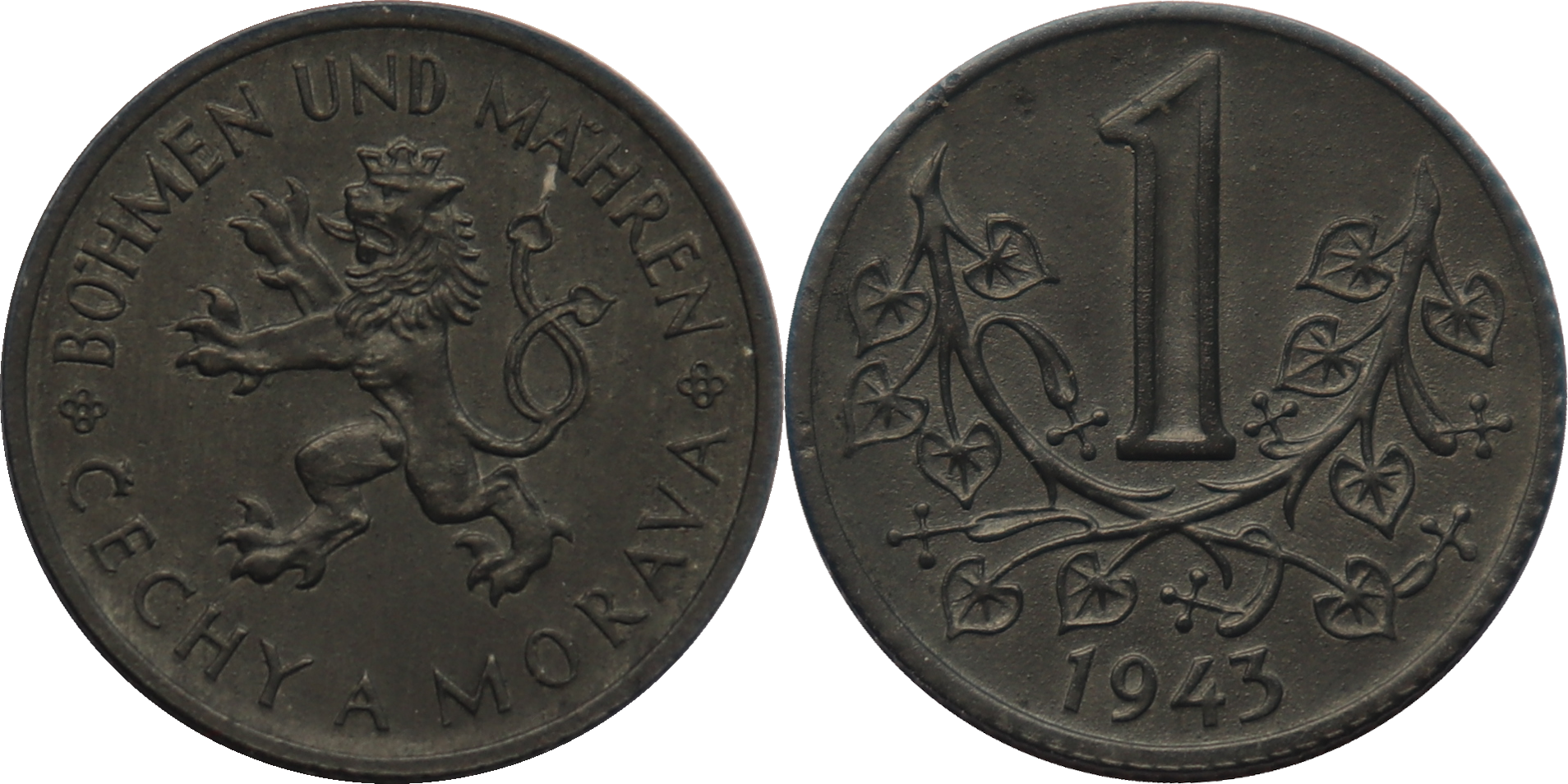
Protektorátní koruna, mince, 1941–1945

Po obsazení českých zemí německými vojsky v březnu 1939 byla zrušena Národní banka Československá a nahradila ji Národní banka pro Čechy a Moravu, která začala vydávat protektorátní koruny a začala provádět měnovou politiku podle nařízení říšské banky z Berlína. Říšská banka určila kurz 1 Říšská marka (RM) = 10 K, což bylo záměrné podhodnocení koruny, aby mohlo Německo zemi ekonomicky vysávat. Reálný kurz koncem roku 1938 byl 1 RM = 8,33 Kč. Německá okupační moc zavedla povinné odvody pro Říši a národní banka musela na tzv. Girokonto odvádět peníze pro německé hospodářství a na vedení války. Koncem války bylo na tomto kontě zhruba 58 miliard K, které představovaly značný zdroj inflace. Dále musela banka odevzdat 45,5 tuny měnového zlata deponovaného v Praze a ve Švýcarsku. Navíc pro zprostředkování plateb za německé občany byl zřízen zvláštní účet u Reichsbank, kde se peníze vyrovnávaly v kurzu stanoveném Říšskou bankou nebo nebyly vyrovnány vůbec. Takové zásahy a finanční vyčerpávání země vedly k růstu inflace a rozmachu černého trhu. Tyto jevy musely být po válce složitě odstraňovány. Od r. 1941 se začaly razit mince v hodnotě 1 K, které vydržely až do konce existence protektorátu. Exilová československá vláda v Londýně podepsala v roce 1944 zakládající listinu Mezinárodního měnového fondu a Světové banky. Tyto smlouvy podepsala delegace pod vedením ministra financí Ladislava Feierabenda v Bretton Woods v červenci 1944.

## Koruna po druhé světové válce
Po druhé světové válce byla 1. listopadu 1945 provedena měnová reforma, která řešila problém, že na území Československa kolovalo příliš mnoho platidel – kromě pěti měn (protektorátní, říšskoněmecká, slovenská, maďarská a polská) i různé vojenské poukázky. Tato reforma byla navíc spojena se znárodněním bank a podniků podle Benešových dekretů. Situace se částečně stabilizovala, ale nadále byl v zemi hospodářský chaos z důvodu znárodnění a nového postavení klíčových firem v průmyslu. Po únoru 1948 nastalo další znárodňování průmyslu.

## Československá koruna po měnové reformě 1953

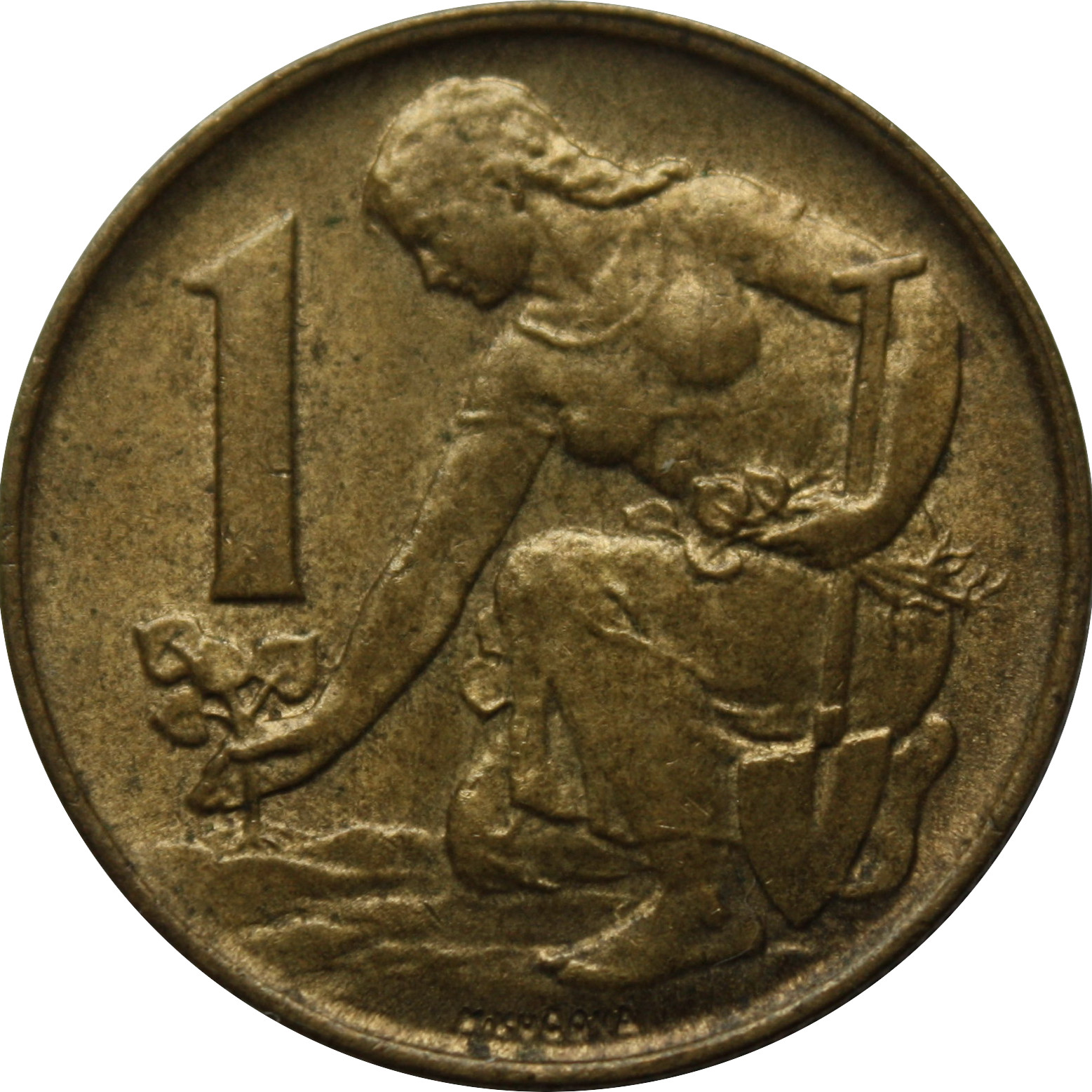
Československá koruna

Další měnová reforma přišla k 1. červnu 1953. Nová československá koruna byla vyměňovaná v poměru 1:5 u částek do 300 (starých) Kčs, vyšší částky byly vyměňovány v poměru 1:50. Navíc přestalo být Československo koncem roku 1954 členem MMF a Světové banky, které v roce 1944 spoluzakládalo.[zdroj?] Po měnové reformě v roce 1953 byla většina lidí ožebračena a navíc ceny začaly stoupat. Do konce 50. let se podařilo situaci stabilizovat, ale ukázalo se, že centrálně řízená ekonomika začíná vykazovat značné nedostatky. V 60. letech přišla liberalizace poměrů v Československu, která však byla zastavena sovětskou invazí v srpnu 1968. Poté přišla normalizace, kdy byla celá ekonomika odtržena od reálného vývoje ve světě a nastávala postupná izolace ekonomiky ČSSR. Narůstala inflace, kterou vláda skrývala měnovými dotacemi a izolací koruny vůči jiným měnám. Ekonomické problémy centrálně řízené ekonomiky byly jedním z důvodů pádu komunistického režimu v ČSSR v listopadu 1989 a k sametové revoluci. Téměř po celou dobu se v Československu platilo také mincí v hodnotě 1 Kčs, jejíž autorkou byla medailérka Marie Uchytilová, která na minci zobrazila politickou vězeňkyni Bedřišku Synkovou. Motiv ženy, která sází pravou rukou do země lípu a v levé ruce drží sazenice lip, byl na rubu 1 Kčs až do konce existence československé koruny, tj. přes 36 let (2. září 1957 – 30. září 1993). Stala se tak mincí s nejdelším reálným oběhem v moderních dějinách našeho mincovnictví. Měnil se ovšem avers mince. Od 2. září 1957 do 1. prosince 1961 byl na aversu ražen malý státní znak československé republiky, používaný před rokem 1960, od 1. prosince 1961 do 1. dubna 1990 byl na reversu ražen název i znak Československé socialistické republiky a od 1. dubna 1990 do 30.  září 1993 byl na reversu ražen nový název i nový znak ČSFR.

### Bankovky a státovky československé koruny
| Bankovky a státovky Kčs v Československu 1953–1992 | Bankovky a státovky Kčs v Československu 1953–1992 | Bankovky a státovky Kčs v Československu 1953–1992 | Bankovky a státovky Kčs v Československu 1953–1992 | Bankovky a státovky Kčs v Československu 1953–1992 | Bankovky a státovky Kčs v Československu 1953–1992                 | Bankovky a státovky Kčs v Československu 1953–1992 | Bankovky a státovky Kčs v Československu 1953–1992 | Bankovky a státovky Kčs v Československu 1953–1992 | Bankovky a státovky Kčs v Československu 1953–1992 |
| Jméno                                              | hodnota                                            | bankovka, státovka                                 | bankovka, státovka                                 | rozměr                                             | Motiv aversu                                                       | Motiv reversu                                      | platnost                                           | platnost                                           | vydáno                                             |
| Jméno                                              | hodnota                                            | líc                                                | rub                                                | rozměr                                             | Motiv aversu                                                       | Motiv reversu                                      | od                                                 | do                                                 | vydáno                                             |
| -------------------------------------------------- | -------------------------------------------------- | -------------------------------------------------- | -------------------------------------------------- | -------------------------------------------------- | ------------------------------------------------------------------ | -------------------------------------------------- | -------------------------------------------------- | -------------------------------------------------- | -------------------------------------------------- |
| Jedna koruna československá                        | 1 Kčs                                              |                                                    |                                                    | 101 x 51 mm                                        | nápis "JEDNA KORUNA ČESKOSLOVENSKÁ"                                | Státní znak ČSR                                    | 1. června 1953                                     | 31. května 1960                                    | 1953                                               |
| Tři koruny československé                          | 3 Kčs                                              |                                                    |                                                    | 110 x 56 mm                                        | Nápis "TŘI KORUNY ČESKOSLOVENSKÉ"                                  | Státní znak ČSR                                    | 1. června 1953                                     | 31. prosince 1972                                  | 1953                                               |
| Tři koruny československé                          | 3 Kčs                                              |                                                    |                                                    | 113 x 56 mm                                        | Nápis "TŘI KORUNY ČESKOSLOVENSKÉ"                                  | Státní znak ČSSR                                   | 1. prosince 1961                                   | 31. prosince 1972                                  | 1961                                               |
| Pět korun československých                         | 5 Kčs                                              |                                                    |                                                    | 120 x 61 mm                                        | Nápis "PĚT KORUN ČESKOSLOVENSKÝCH"                                 | Státní znak ČSR                                    | 1. června 1953                                     | 31. prosince 1972                                  | 1953                                               |
| Pět korun československých                         | 5 Kčs                                              |                                                    |                                                    | 123 x 60 mm                                        | Nápis "PĚT KORUN ČESKOSLOVENSKÝCH"                                 | Státní znak ČSSR                                   | 1. prosince 1961                                   | 31. prosince 1972                                  | 1961                                               |
| Deset korun československých                       | 10 Kčs                                             |                                                    |                                                    | 129 x 65 mm                                        | Nápis 'DESET KORUN ČESKOSLOVENSKÝCH"                               | Státní znak ČSR nápis "10"                         | 1. června 1953                                     | 31. prosince 1963                                  | 1953                                               |
| Deset korun československých                       | 10 Kčs                                             |                                                    |                                                    | 133 x 65 mm                                        | Dívky sbírající květiny                                            | Vodní nádrž Orava                                  | 1. února 1961                                      | 30. června 1988                                    | 1960                                               |
| Deset korun československých                       | 10 Kčs                                             |                                                    |                                                    | 132 x 67 mm                                        | Pavol Országh Hviezdoslav                                          | Oravská krajina s horou Veľký Choč                 | 1. července 1986                                   | 31. července 1993                                  | 1986                                               |
| Dvacet korun československých                      | 20 Kčs                                             |                                                    |                                                    | 132 x 58 mm                                        | Jan Žižka                                                          | Husitské vojsko                                    | 1. dubna 1971                                      | 30. června 1991                                    | 1970                                               |
| Dvacet korun československých                      | 20 Kčs                                             |                                                    |                                                    | 137 x 67 mm                                        | Jan Amos Komenský                                                  | Jabloň vyrůstající z knihy                         | 1. října 1988                                      | 31. července 1993                                  | 1988                                               |
| Dvacet pět korun československých                  | 25 Kčs                                             |                                                    |                                                    | 138 x 70 mm                                        | Nápis "DVACETPĚT KORUN ČESKOSLOVENSKÝCH" socha Jana Žižky v Táboře | Státní znak ČSR Tábor                              | 1. června 1953                                     | 31. prosince 1962                                  | 1953                                               |
| Dvacet pět korun československých                  | 25 Kčs                                             |                                                    |                                                    | 140 x 69 mm                                        | Jan Žižka                                                          | Žižkovo náměstí v Táboře                           | 1. prosince 1958                                   | 31. prosince 1971                                  | 1958                                               |
| Dvacet pět korun československých                  | 25 Kčs                                             |                                                    |                                                    | 140 x 69 mm                                        | Jan Žižka                                                          | Žižkovo náměstí v Táboře                           | 2. května 1962                                     | 31. prosince 1972                                  | 1961                                               |
| Padesát korun československých                     | 50 Kčs                                             |                                                    |                                                    | 147 x 74 mm                                        | Nápis "PADESÁT KORUN ČESKOSLOVENSKÝCH" Sousoší “Sbratření”         | Státní znak ČSR Bánská Bystrica                    | 1. června 1953                                     | 31. prosince 1967                                  | 1953                                               |
| Padesát korun československých                     | 50 Kčs                                             |                                                    |                                                    | 150 x 74 mm                                        | Vojáci Slovenského národního povstání                              | Slovnaft                                           | 1. dubna 1965                                      | 30. června 1991                                    | 1964                                               |
| Padesát korun československých                     | 50 Kčs                                             |                                                    |                                                    | 142 x 67 mm                                        | Ľudovít Štúr                                                       | Bratislava                                         | 1. října 1987                                      | 31. července 1993                                  | 1987                                               |
| Sto korun československých                         | 100 Kčs                                            |                                                    |                                                    | 156 x 80 mm                                        | Nápis "STO KORUN ČESKOSLOVENSKÝCH"                                 | Státní znak ČSR Hradčany a Karlův most             | 1. června 1953                                     | 31. prosince 1967                                  | 1953                                               |
| Sto korun československých                         | 100 Kčs                                            |                                                    |                                                    | 164 x 80 mm                                        | Hutník a družstevnice                                              | Hradčany a Karlův most                             | 1. prosince 1962                                   | 7. února 1993                                      | 1961                                               |
| Sto korun československých                         | 100 Kčs                                            |                                                    |                                                    | 147 x 67 mm                                        | Klement Gottwald                                                   | Hradčany                                           | 1. října 1989                                      | 31. prosince 1990                                  | 1989                                               |
| Pět set korun československých                     | 500 Kčs                                            |                                                    |                                                    | 152 x 67 mm                                        | Vojáci Slovenského národního postání                               | Hrad Devín                                         | 1. listopadu 1973                                  | 7. února 1993                                      | 1973                                               |
| Tisíc korun československých                       | 1000 Kčs                                           |                                                    |                                                    | 157 x 67 mm                                        | Bedřich Smetana                                                    | Vyšehrad                                           | 1. října 1985                                      | 7. února 1993                                      | 1985                                               |

## Koruna po sametové revoluci
1. ledna 1993 došlo k rozdělení České a Slovenské Federativní Republiky na dva samostatné státy a k 8. únoru 1993 proběhla měnová odluka, kterou československá koruna zanikla. Výměnný poměr k nástupnickým měnám byl 1:1. Staly se jimi česká koruna a slovenská koruna, kterou vystřídalo na Slovensku 1. ledna 2009 euro.

## Mince první republiky a poválečné mince platné před měnovou reformou zroku 1953

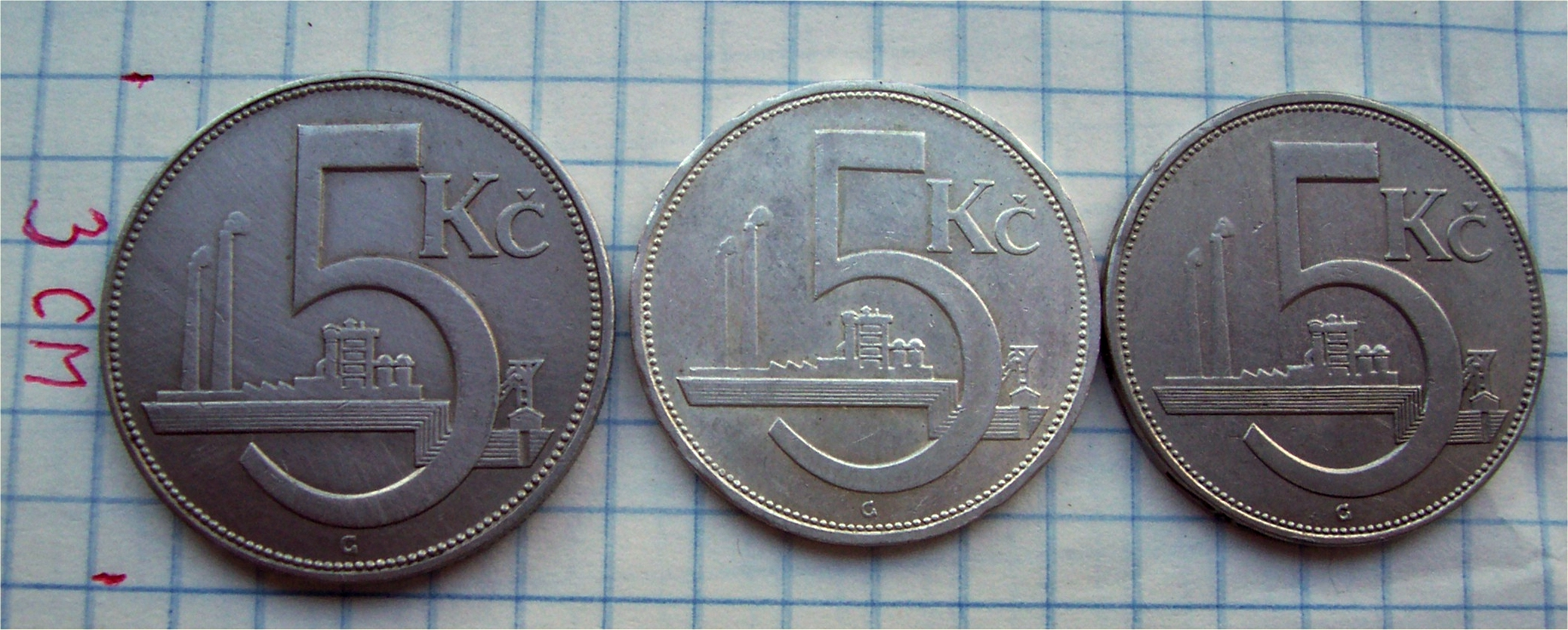
Porovnání velikosti prvorepublikových mincí 5 Kč:
zleva mince z let 1925, 1928, 1938

Zajímavostí bylo, že se do roku 1938 objevily celkem 3 typy pětikorunových mincí, jejichž autorem byl známý sochař Otto Gutfreund. První a zároveň nejstarší typ předválečné pětikoruny byl i největší o průměru asi 2,95 cm (byla tudíž větší než moderní padesátikorunová mince, která má průměr 2,75 cm) a platila do roku 1931. V roce 1928 byl zaveden do oběhu druhý, již menší typ, který byl zároveň nejtenčí. Tato mince byla ovšem vyrobena ze stříbra a znamenala spolu se stříbrnou pamětní desetikorunou vydanou k 10. výročí ČSR návrat československé měny ke stříbru. Roku 1938 pak byl zaveden třetí a poslední typ pětikoruny, který byl zase silnější, avšak nepatrně tenčí než typ první (existují i zkušební odražky tohoto typu s ročníkem ražby 1937, ty jsou však sběratelsky velmi vzácné). Tato mince byla vyrobena z niklu. Druhý a třetí typ měly jinak prakticky stejný průměr 2,7 cm, který byl tudíž jen nepatrně menší než průměr moderní české padesátikoruny. Dále se všechny tři typy mezi sebou lišily odlišným vzorkováním na hraně. Design lícové a rubové strany všech tří typů byl jinak identický. Druhý stříbrný typ a třetí niklový typ pak byly platné dokonce na území Protektorátu Čechy a Morava, přičemž stříbrné platily na území Československa oficiálně bez přestávky až do roku 1947. Ostatně i platnost niklové pětikoruny 1938 byla po válce na krátkou dobu obnovena. V roce 1945 byly také do oběhu zavedeny pětikorunové státovky.

### Přehled československých korun
|      | 1 koruna | 5 korun  | 10 korun | 20 korun |
| ---- | -------- | -------- | -------- | -------- |
| 1922 | 50 000   |          |          |          |
| 1923 | 15 385   |          |          |          |
| 1924 | 21 041   |          |          |          |
| 1925 | 8 574    | 16 474,5 |          |          |
| 1926 |          | 8 912    |          |          |
| 1927 |          | 4 613,5  |          |          |
| 1928 |          | 1 710    |          |          |
| 1929 | 5 000    | 12 861   |          |          |
| 1930 | 5 000    | 10 429   | 4 948,5  |          |
| 1931 |          | 2 000    | 6 689    |          |
| 1932 |          | 1 000    | 11 447,5 |          |
| 1933 |          |          | 915      | 2 280    |
| 1934 |          |          |          | 3 280    |
| 1935 |          |          |          |          |
| 1936 |          |          |          |          |
| 1937 | 3 806    | ?        |          |          |
| 1938 | 6 582    | 12 225   |          |          |
| 1939 |          |          |          |          |

? počet neuveden
|      | 1 koruna | 2 koruny | 3 koruny | 5 korun | 10 korun          |
| ---- | -------- | -------- | -------- | ------- | ----------------- |
| 1946 | 88 000   |          |          |         |                   |
| 1947 | 12 000   | 20 000   |          |         |                   |
| 1948 |          | 20 000   |          |         |                   |
| 1949 |          |          |          |         |                   |
| 1950 | 62 190   |          |          |         |                   |
| 1951 | 61 395   |          |          | ?       |                   |
| 1952 | 101 105  |          |          | ?       |                   |
| 1953 | 73 905   |          |          |         |                   |
| 1954 |          |          |          |         |                   |
| 1955 |          |          |          |         |                   |
| 1956 |          |          |          |         |                   |
| 1957 | 137 000  |          |          |         |                   |
| 1958 | ?        |          |          |         |                   |
| 1959 | ?        |          |          |         |                   |
| 1960 | ?        |          |          |         |                   |
| 1961 | 146 964  |          |          |         |                   |
| 1962 | ?        |          |          |         |                   |
| 1963 | ?        |          |          |         |                   |
| 1964 | ?        |          |          |         |                   |
| 1965 | ?        |          | 15 000   |         |                   |
| 1966 | ?        |          | ?        | 6 383   |                   |
| 1967 | 7 924    |          |          | 4 544   |                   |
| 1968 | 10 696   |          | 7 000    | 14 120  |                   |
| 1969 | 21 820   |          | 10 080   | 5 486   |                   |
| 1970 | 31 036   |          |          | 10 073  |                   |
| 1971 | 10 152   |          |          |         |                   |
| 1972 |          | 20 344   |          |         |                   |
| 1973 |          | 21 087   |          | 15 620  |                   |
| 1974 |          | 27 957   |          | 20 053  |                   |
| 1975 | 6 657    | 35 094   |          | 17 158  |                   |
| 1976 | 14 211   | 1 100    |          |         |                   |
| 1977 | 10 434   | 4 200    |          |         |                   |
| 1978 |          |          |          | 5 317   |                   |
| 1979 | ?        |          |          | 9 219   |                   |
| 1980 | 24 513   | 14 942   |          | 12 558  |                   |
| 1981 | 7 179    | 17 264   |          | 8 620   |                   |
| 1982 | 17 163   | 8 107    |          | 6 903   |                   |
| 1983 | 4 758    | 10 190   |          | 6 704   |                   |
| 1984 | 9 733    | 8 633    |          | 6 856   |                   |
| 1985 | 10 546   | 6 771    |          | 6 763   |                   |
| 1986 | 2 789    | 10 262   |          | 20      |                   |
| 1987 | 30       | 30       |          | 30      |                   |
| 1988 | 30       | 29       |          | 29      |                   |
| 1989 | 1 038    | 9 092    |          | 5 039   |                   |
| 1990 | 19 368   | 10 672   |          | 2 783   | 10 000 (Masaryk)  |
| 1991 | 20 056   | 45 201   |          | 28 564  | 10 000 (Štefánik) |
| 1992 | 20 386,5 | 1 050,6  |          | 49,5    | 5 000 (Rašín)     |

## Mince 1 Kčs platné mezi léty 1922 až 1992
- 1 Kčs mezi lety 1922 a 1938 (platila do roku 1953)
- 1 Kčs mezi lety 1957 a 1960
- 1 Kčs mezi lety 1961 a 1990
- 1 Kčs mezi lety 1991 a 1992 (platila do roku 1993)